# عین فارس (المسیله)
عین فارس (المسیله) (به عربی: عين فارس) یک شهرداری در الجزایر است که در استان مسیله واقع شده‌است.
 عین فارس ۴۵۵ کیلومتر مربع مساحت و ۳٬۵۶۳ نفر جمعیت دارد.